# خورخي ألماغير
خورخي ألماغير (بالإسبانية: Jorge Almaguer)‏ هو لاعب كرة قدم مكسيكي في مركز الوسط، ولد في 2 مارس 1994 في ليون في المكسيك. لعب مع نادي إيرابواتو.